# آب‌انبار فروتقه
آب‌انبار فروتقه؛ آب‌انباری تاریخی مربوط به اواسط دوره قاجار است و در شهرستان کاشمر، روستای فروتقه واقع شده و این اثر در تاریخ ۲۴ آبان ۱۳۸۵ با شمارهٔ ثبت ۱۶۳۲۶ به‌عنوان یکی از آثار ملی ایران به ثبت رسیده‌است. در حال حاضر این بنا به موزه مردم‌شناسی تغییر کاربری داده‌است.